# قرار مجلس الأمن التابع للأمم المتحدة رقم 1259
قرار مجلس الأمن التابع للأمم المتحدة رقم 1259، المتخذ بالإجماع في 11 آب / أغسطس 1999، بعد التذكير بالقرارات 808 (1993) و827 (1993) و936 (1994) و955 (1994) و1047 (1996)، عين المجلس كارلا ديل بونتي مدعية عامة في المحكمة الجنائية الدولية لرواندا والمحكمة الجنائية الدولية ليوغوسلافيا السابقة.
وأشار المجلس استقالة المدعية العامة السابقة، لويز أربور، اعتبارًا من 15 سبتمبر / أيلول 1999، وقرر أن تبدأ فترة ولاية كارلا ديل بونتي، المدعية العامة السويسرية، في ذلك التاريخ.

## روابط خارجية
- نص القرار في undocs.org